# Jan Raes

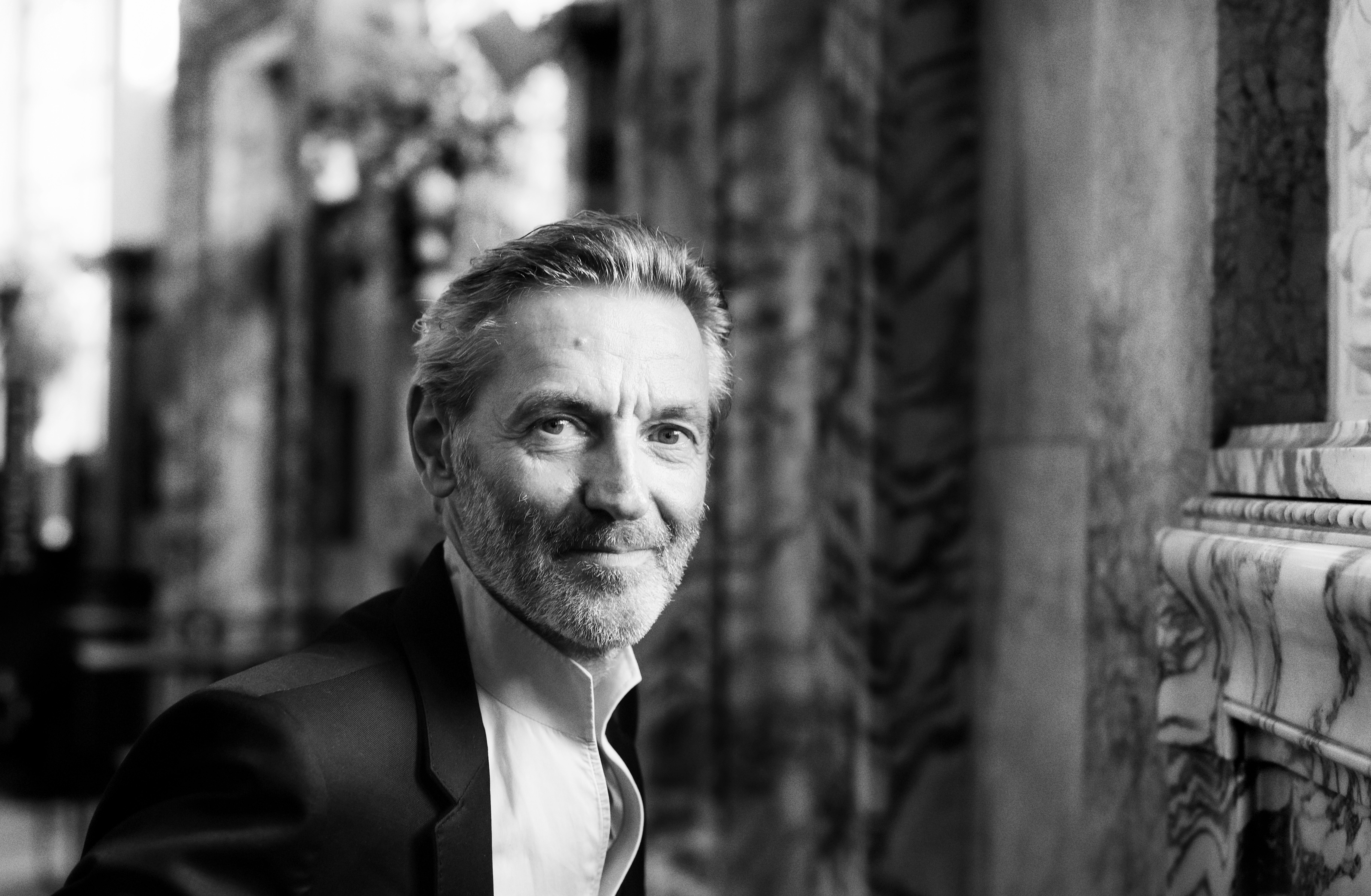
Baron Jan Raes

Jan baron Raes (Antwerpen, 13 augustus 1959) is een musicus uit België die tussen 2008 en 2020 als algemeen directeur verbonden was aan het Koninklijk Concertgebouworkest in Amsterdam.
Hij stamt uit een Antwerps gezin met wortels in West-Vlaanderen. Sportjournalist Frank Raes is zijn broer.

## Loopbaan
Jan Raes studeerde dwarsfluit aan het Conservatorium Antwerpen en de Rijksuniversiteit Gent. Zijn muzikale loopbaan als fluitist omvatte solo-optredens, kamermuziekconcerten en opnamen. Daarnaast musiceerde hij in verschillende orkesten.
In 1984 werd Jan Raes docent aan het Koninklijk Vlaams Conservatorium Antwerpen. Vanaf 1997 was hij er artistiek directeur. Daarnaast zetelde hij in de raad van bestuur van de Hogeschool Antwerpen. Hij is medestichter van de Operastudio Vlaanderen en leider van het KBC AQUARIUS Project, een artistiek-pedagogisch project voor jongeren. Van 2003 tot 2009 was hij voorzitter van de jury van KBC Muziekprijs.
In 2000 werd hij crisismanager en vervolgens intendant van het Koninklijk Filharmonisch Orkest van Vlaanderen. In die periode nam hij met dirigent Philippe Herreweghe het initiatief om de Koningin Elisabethzaal in Antwerpen te vernieuwen. Van 2004 tot einde 2008 was hij algemeen directeur van het Rotterdams Philharmonisch Orkest en het Gergiev Festival. In die periode stelde hij de Canadees Yannick Nézet-Séguin aan als chef-dirigent.
In december 2008 werd hij algemeen directeur van het Koninklijk Concertgebouworkest in Amsterdam. Ter gelegenheid van het 125-jarig jubileum realiseerde dit ensemble in 2013 op zijn initiatief een wereldtournee, die voor het eerst langs zes continenten voerde. Om de polyfonie te vieren en ervaring door te geven speelde het Concertgebouworkest tijdens een tournee RCO Meets Europe tussen 2016 en 2018 in alle 28 Europese lidstaten Side by Side samen met plaatselijke jeugdorkesten. Daarop aansluitend werd in de zomer van 2019 gestart met RCO Young, een internationaal jeugdorkest voor verborgen talenten van 14 tot en met 17 jaar die een steun in de rug verdienen. Begin 2019 werd de renovatie en nieuwbouw van het RCO House met particuliere support succesvol gerealiseerd. Eind mei 2019 kondigde Raes zijn vertrek als algemeen directeur van het Koninklijk Concertgebouworkest per begin 2020 aan.
In januari 2020 werd Raes aangesteld als algemeen directeur van Opera Ballet Vlaanderen.
Sinds juli 2020 is Raes voorzitter van het Festival van Vlaanderen Brussel (Klarafestival) en sinds 2023 stichtend voorzitter van de Luc Brewaeys Foundation. Hij is tevens lid van onder meer de adviesraad van de European Union Youth Orchestra en de Raad van Toezicht van Amare.
Jan Raes werkt al decennia interdisciplinair samen met tal van binnen- en buitenlandse theatermakers, beeldend kunstenaars, cineasten, filosofen, schrijvers en componisten.

## Publicaties
- 2000 - Redacteur en samensteller van "Prometheus zoekt Aquarius, reflecties over creatief muziekonderwijs", uitgegeven door muziekuitgeverij Alamire, ISBN 90-6853-146-8
- 2009 - Bijdrage aan "De keuze van Janine Jansen, 22 prominenten over hun mooiste klassieke muziekstukken aller tijden", uitgegeven door Nieuw Amsterdam, ISBN 978-90-468-0663-0
- 2009 - Forum Jaarlezing "Vruchtbare onzuiverheid – Interculturaliteit in de westerse muziek", uitgegeven door Forum, ISBN 978-94-90479-03-9
- 2013 - Bijdrage aan "Europa 2050, visies voor een betere toekomst" onder redactie van Khadraoui, uitgeverij Houtekiet, ISBN 978-9089-242-556
- 2013 - Medeauteur "Toonaangevend – wat bedrijven kunnen leren van het Concertgebouworkest, een toprestaurant en een rugbyploeg", uitgeverij Lannoo, ISBN 978-94-014-0693-2 – NUR 801
- 2016 - Medeauteur "Iconic- how to create a virtuous circle of success", uitgeverij LID Publishing, ISBN 9781910649763
- 2019 - Zesendertigste Pacificatielezing "Verdragen" - Kunst als metafoor voor een meerstemmige samenleving
- 2022 - "Tussen canon en improvisatie. Tussen traditie en verbeelding"- notities voor een culturele verlichting, uitgeverij ASP/VUPPRESS, ISBN 978-9461-17330-0

## Onderscheidingen
- Eind 2008 kreeg Jan Raes in Rotterdam de Wolfert van Borselenpenning.
- Begin 2010 werd hij in Vlaanderen uitgeroepen tot cultuurmanager van het jaar.
- In oktober 2012 ontving hij samen met Mariss Jansons, chef-dirigent van het Koninklijk Concertgebouworkest, de IJ-prijs die jaarlijks wordt uitgereikt aan een persoon of organisatie die een belangrijke bijdrage levert aan de economische ontwikkeling en promotie van Amsterdam.[8]
- Op 15 april 2014 werd aan Jan Raes erfelijke Belgische adeldom verleend met de persoonlijke titel van baron.[9]
- Op 15 november 2016 werd hem de titel 'Maestro Honoris Causa' 2016 verleend door het Koninklijk Conservatorium Antwerpen.[10]
- Op 17 januari 2020 ontving hij de Frans Banninck Cocqpenning, een onderscheiding van de stad Amsterdam vanwege zijn bijdrage aan de Amsterdamse kunst- en cultuursector.[11]

- Library of Congress Control Number: no2017007968
- MusicBrainz: 1ca02ae2-6612-458b-a2ff-ef0ce870acdc
- Virtual International Authority File: 7833148574285224430009
- WorldCat: E39PBJqbgWCVQ63mYJMT9KYgKd